# Antarktisk sydbøg
Antarktisk sydbøg (Nothofagus antarctica) - på mapudungu: Ñire - bliver i sit hjemland et stort, ligestammet skovtræ med en kuplet vækst. Herhjemme bliver det et lille træ med en uregelmæssig vækst. Der er ofte flere stammer, og grenene står næsten vandret ud med lidt opad bøjede spidser. Løvet dufter kraftigt og kanelagtigt. 

## Beskrivelse
Barken er først glat og brun. Senere bliver den sort og glat med lyse barkporer på tværs. Knopperne er små og brune. Bladene sidder spredt. De er ægformede med rundtakket og kruset rand. Oversiden er blank og mørkegrøn, mens undersiden er mat og noget lysere. Høstfarven er gul. I Danmark blomstrer antarktisk sydbøg regelmæssigt og er let at formere med frø og stiklinger.
Hovedrødderne går både dybt og langt ud. Smårødderne er tæt forgrenede. Alle arter af Sydbøg har mycorrhiza med svampeslægten Cyttaria.
Højde x bredde og årlig tilvækst: 8 x 4 m (20 x 15 cm/år). I Chile dog ca. 3 gange så meget.

## Hjemsted
Sydbøgen gror i de løvfældende regnskove, som vokser i Andesbjergene i det sydlige Chile og Argentina. I de argentinske departementer Futaleufú og Languiñeo, som ligger i den nordvestlige del af provinsen Chubut findes subantarktiske, løvfældende skove. Her er arten dominerende sammen med en anden sydbøg-art, lenga (Nothofagus pumilio), og her findes den sammen med bl.a. Acaena argentea og Acaena ovalifolia (begge er arter af slægten tornnød), andesceder, Berberis microphylla (en art af berberis), chilejordbær, Chiliotrichum diffusum, Chusquea culeou, darwinberberis, Elymus andinus (en art af kvik), fru heibergs hår, Galium hypocarpium og Galium richardianum (begge er arter af slægten snerre), glat ærenpris, gul inkalilje, Hierochloe redolens (en art af festgræs), hvid eskallonia, Hydrocotyle chamaemorus (en art af frøbid), krybende kambregne, Lathyrus magellanicus (en art af fladbælg), Luzula chilensis (en art af frytle), magellankorsrod, magellannellikerod, Maytenus boaria og Maytenus chubutensis (begge er arter af en slægt i Ananas-familien), Ribes cucullatum og Ribes magellanicum (begge er arter af Ribs-slægten), Schinus patagonicus (en art af pebertræ), Senecio filaginoides og Senecio neaei (begge er arter af slægten brandbæger), Sisyrinchium patagonicum (en art af slægten blåøje), Solidago chilensis (en art af slægten gyldenris), trefliget gummipude, Vicia magellanica (en art af slægten vikke) og Viola maculata (en art af slægten viol).

## Galleri
|  |  |  |
|  |  |  |

## Note
1. ↑  Søndergaard, P. (1997) Experiences with Nothofagus in West-Norway and East-Denmark. Dansk Dendrologisk Arsskrift 15: 61-90.
2. ↑  Claudia Pamela Quinteros, Nidia Hansen og Adriana Kutschker: Composición y diversidad del sotobosque de ñire (Nothofagus antarctica) en función de la estructura del bosque side 235 ff – en meget grundig undersøgelse af Nothofagus-skovene i det sydlige Chile (spansk)

| Portal | Portal:Botanik |